# Бушма, Иван Иванович
Иван Иванович Бушма (укр. Іван Іванович Бушма; 26 апреля 1933, Корогод, Киевская область — 7 апреля 2021, Киев) — новатор жилищного строительства, заслуженный строитель Украины.

## Биография
Родился 26 апреля 1933 года в селе Корогод Чернобыльского (ныне Иванковского) района Киевской области.
С 1965 года — бригадир монтажников строительного управления № 3 домостроительного комбината № 1 «Главкиевгорстроя». В десятой пятилетке (1976−1980) — один из инициаторов движения «Каждому дню пятилетки — наивысшую отдачу». Соавтор патента СССР № 5021 «Опалубочное устройство для замоноличивания стыков».
Член КПСС с 1969 года. Член ЦК КП Украины. Делегат XXV съезда КПСС.
Указ Президиума Верховного Совета СССР от 22 февраля 1974 года о присвоении звания Героя Социалистического Труда за проявленную трудовую доблесть и большие успехи в выполнении планов 1973 года и принятых социалистических обязательств с вручением ордена Ленина и золотой медали «Серп и Молот».

## Награды
- Герой Социалистического Труда (1974)[4].
- Награждён двумя орденами Ленина.
- Почётный гражданин города Киева[1].